# Maro
MARO (Lisboa, Portugal, 30 de outubro de 1994) é uma cantora, multi-instrumentalista, compositora e produtora portuguesa. Ela representou Portugal em Turim, no Festival Eurovisão da Canção 2022, com a canção "saudade, saudade"

## Biografia
MARO é filha da pedagoga e professora de Formação Musical e de Pedagogia Musical da Escola Superior de Música de Lisboa, Cristina Brito da Cruz. 
MARO começou a estudar música aos 4 anos, na Escola de Música Nossa Senhora do Cabo (Linda-a-Velha), acabando por completar o Curso Complementar de Piano (2014). Tirou, ao mesmo tempo, o Curso de Ciência e Tecnologias, com o intuito de seguir pelo caminho da biologia, ligada ao estudo dos animais. Aos 19, decidiu dedicar-se à música a tempo inteiro e candidatou-se à entidade privada Berklee College of Music (Boston), considerada cara mas bem conceituada pelos profissionais. Depois de completar o curso em Professional Music (2017), mudou-se para Los Angeles (2018), onde deu início à sua carreira musical. Nesse mesmo ano lançou cinco álbuns e um EP, chamando a atenção de vários músicos conceituados, como o inglês Jacob Collier, que acabou por convidar MARO para participar no seu álbum DJESSE Vol. 2. A parceria não parou aí e a artista portuguesa acabou por ser convidada para fazer parte integral da banda de Jacob, na DJESSE World Tour (2019). Por volta da mesma altura, MARO começou a ser agenciada pela Quincy Jones Productions, com quem trabalha até hoje.
No dia 21 de janeiro de 2022, foi anunciada a participação de MARO na 56ª edição do Festival RTP da Canção, um concurso musical com o objetivo de selecionar um representante para o Festival da Eurovisão, onde apresentou a canção "saudade, saudade". Na final nacional, foi a mais votada pelo júri e pelo público (o que aconteceu pela primeira vez na história do festival), ganhando assim o concurso e tornando-se a representante portuguesa no Festival da Eurovisão desse ano, realizado em Turim. MARO participou na 1ª semifinal dessa edição do concurso, que ocorreu no dia 10 de maio de 2022, tendo passado à final do mesmo, que ocorreu no dia 14 de 2022, tendo terminado em 9º lugar, entre 25 finalistas.

## Discografia

### Álbuns de estúdio
- 2018 – MARO, Vol. 1
- 2018 – MARO, Vol. 2
- 2018 – MARO, Vol. 3
- 2018 – MARO & Manel (com Manuel Rocha)
- 2018 – it's OK
- 2022 – can you see me?
- 2023 – hortelã

### EP
- 2018 - Mistake To Be Learned
- 2021 - PIRILAMPO
- 2022 – MARO ilumina Sonastério

### Singles
- 2019 – MIDNIGHT PURPLE (com NASAYA)
- 2019 – Why (com Ariza)
- 2019 – what difference will it make
- 2020 – Mi Condena (com Vic Mirallas)
- 2021 – TEMPO (NASAYA feat. MARO)
- 2021 – I SEE IT COMING (com NASAYA)
- 2022 – saudade, saudade

#### Colaborações
- 2018 – Não Me Deixes (Carolina Deslandes feat. MARO)
- 2018 – It Ain't Working (Figùra feat. MARO)
- 2019 – Takin' It Slow (SirAiva feat. MARO)
- 2019 – Move On (Noé Zagroun feat. MARO)
- 2019 – Moreninha (Monda feat. MARO)
- 2019 – Norte y Sur (Bebo San Juan feat. MARO)
- 2021 – Walk Above the City (The Paper Kites feat. Maro)
- 2021 – Sense (Judit Neddermann feat. MARO)
- 2021 – Corazón (80purppp feat. MARO)
- 2021 – Day Fire (Paraleven feat. MARO)
- 2021 – Mãe (Munir Hossn feat. MARO)
- 2021 – A Ponte (Marito Marques feat. MARO)
- 2022 – Better Now (ODESZA feat. MARO)[7]
- 2022 – Just A Dream (Gerald Clayton feat. MARO)
- 2022 – Damunt de tu Només les Flors (Gerald Clayton feat. MARO)
- 2024 – Leaveyourlove (Parcels feat. MARO)[8]